# April-Mai-Streik

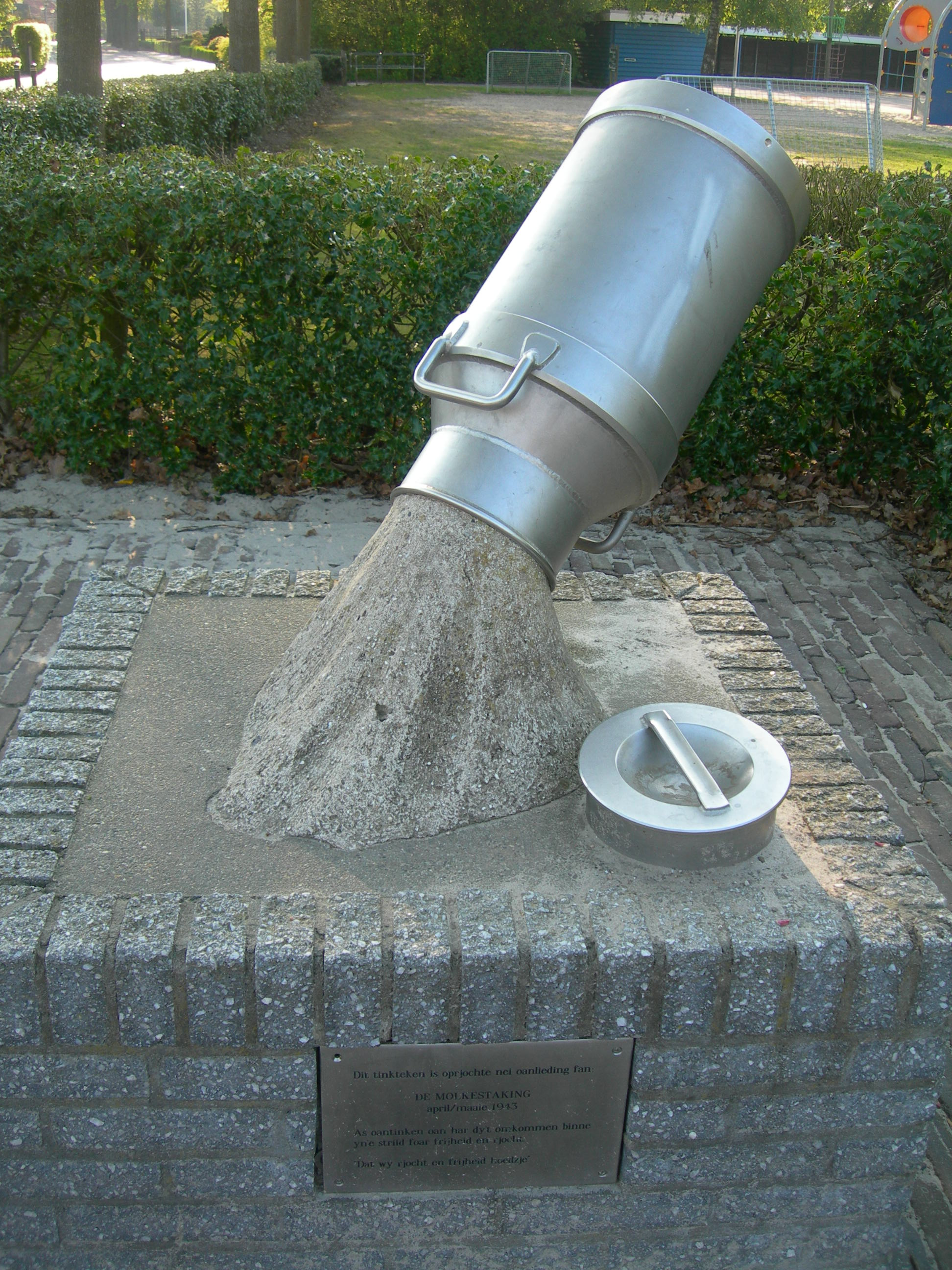
Monument zur Erinnerung an den Streik in Tietjerksteradeel

Der April-Mai-Streik (niederländisch april-meistaking, dort auch bekannt als melkstaking oder mijnstaking, „Melkstreik“ bzw. „Zechenstreik“) ist der Sammelbegriff für eine Anzahl einzelner Streiks der niederländischen Arbeiterschaft in den Monaten April und Mai des Jahres 1943. Die Beschäftigten legten die Arbeit als Reaktion auf die massenhafte Einberufung niederländischer Veteranen zum Arbeitseinsatz im Deutschen Reich nieder.

## Hintergrund
Die Niederlande standen seit der Kapitulation ihrer Streitkräfte am 14. Mai 1940 unter deutscher Besatzung. Im Jahr 1943 begann der Krieg für das Deutsche Reich zunehmend ungünstiger zu verlaufen. Insbesondere nach der kostspieligen militärischen Niederlage in der Schlacht von Stalingrad bestand in Deutschland ein erheblicher Bedarf an Arbeitskräften, um die kriegswichtigen Industrien weiter betreiben zu können. In den besetzten Niederlanden führten die Deutschen ab Februar 1943 regelmäßig Razzien auf der Suche nach arbeitsfähigen Männern durch. Studenten aller niederländischen Universitäten und Hochschulen mussten sich verpflichten, nach Abschluss ihres Studiums einen einjährigen Arbeitsdienst in Deutschland zu leisten. Diese Maßnahmen sorgten bei vielen Niederländern für Unmut, die bislang eher wenig unter der Besatzung zu leiden gehabt hatten. Am 29. April 1943 gab General der Flieger Friedrich Christiansen, Wehrmachtbefehlshaber in den Niederlanden, eine Bekanntmachung heraus, die alle ehemaligen niederländischen Militärs, die 1940 noch gegen die deutschen Truppen gekämpft hatten in Kriegsgefangenschaft nahm und für den Arbeitseinsatz in Deutschland verpflichtete. Für den Fall einer Nichtbefolgung der Anweisung wurden schwere Strafen angedroht.

## Verlauf

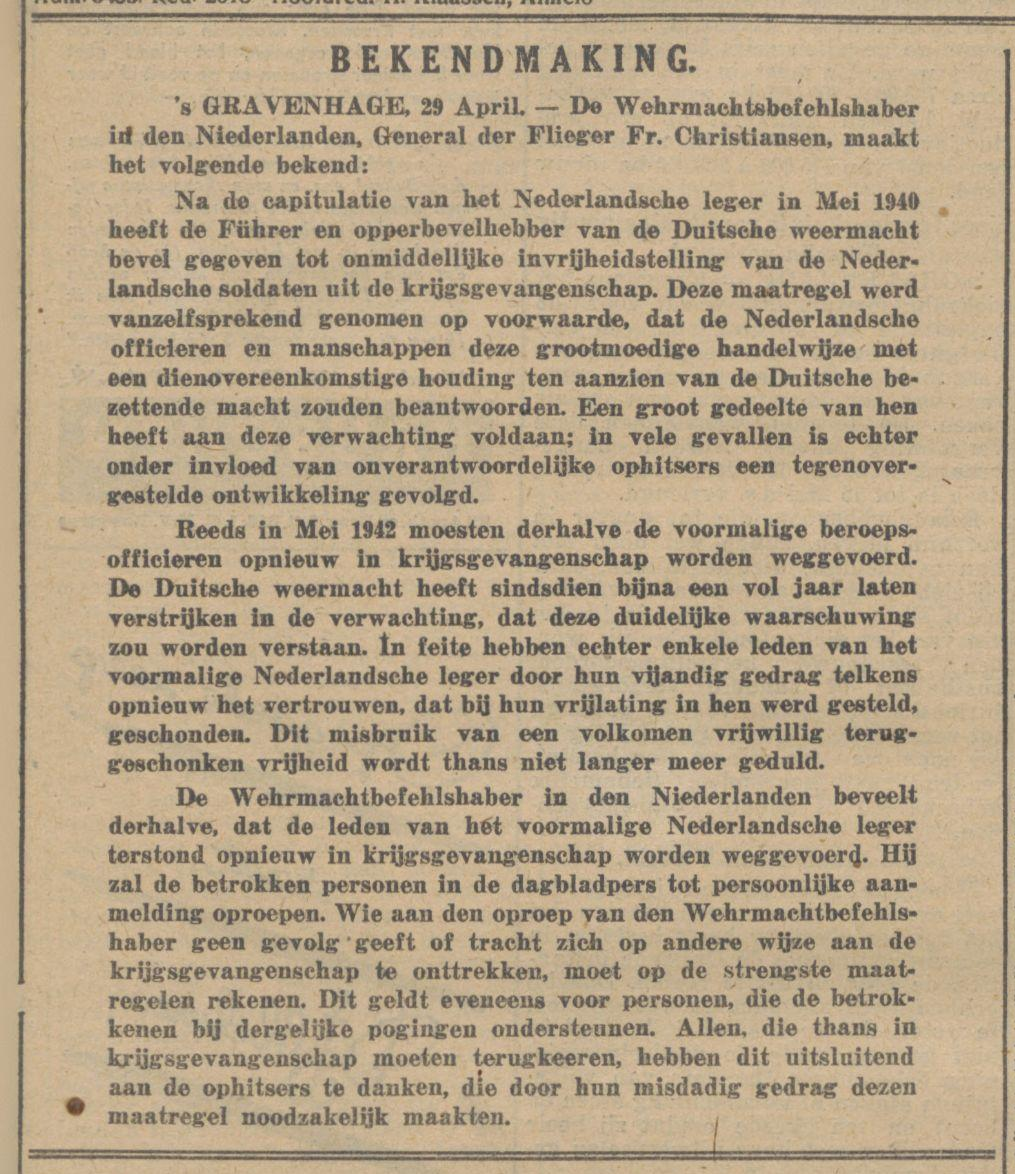
Bekanntmachung vom 29. April 1943 über den Einzug ehemaliger niederländischer Soldaten zum Arbeitseinsatz im Dagblad van het Oosten

Der Streik begann am 29. April 1943 in der Fabrik des Maschinen- und Anlagenbauunternehmens Stork in Hengelo, Provinz Overijssel. Die dortigen Arbeiter lasen in ihrer Mittagspause die Bekanntmachung, dass sich 300.000 ehemalige niederländische Soldaten zum sofortigen Arbeitseinsatz zu melden hatten. Aus Protest gegen die angekündigte Maßnahme beschlossen etwa 3000 Fabrikarbeiter in den Streik zu treten. Innerhalb von zwei Stunden griff der Streik auf andere Unternehmen im Stadtgebiet von Hengelo über. Durch Arbeiter, die in den umliegenden Orten der Region Twente lebten verbreitete sich die Nachricht über den Streik in Hengelo schnell in benachbarte Städte wie Enschede, Almelo und Borne. Bis zum Abend des 29. April wurde in Betrieben im gesamten niederländischen Staatsgebiet über die Möglichkeit der Arbeitsniederlegung debattiert. Besonders große Streikbereitschaft zeigten die Minenarbeiter im Süden der Provinz Limburg, was dem Streik in der dortigen Region den Beinamen mijnstaking einbrachte.
Am folgenden Tag begann der Streik auf andere Wirtschaftszweige wie die Landwirtschaft überzugreifen. Friesische Bauern vernichteten bis zum 5. Mai mehrere hunderttausend Liter Milch, anstatt diese bei den Genossenschaftsmolkereien abzuliefern. Bis zum 30. April hatten sich die Ereignisse zu einem Generalstreik ausgeweitet, auffällig ruhig blieb es jedoch in größeren Städten wie Amsterdam, Rotterdam oder Den Haag. Dies war vor allem auf die dort besonders stark sichtbare militärische Präsenz der Deutschen und im Fall Amsterdams auch auf die noch frischen Erinnerungen an die Folgen des Februarstreiks von 1941 zurückzuführen. Auch die Eisenbahngesellschaft Nederlandse Spoorwegen beteiligte sich nicht an der Arbeitsniederlegung, da deren Führung schwere Strafen durch die Besatzungsmacht fürchtete.

## Deutsche Reaktion

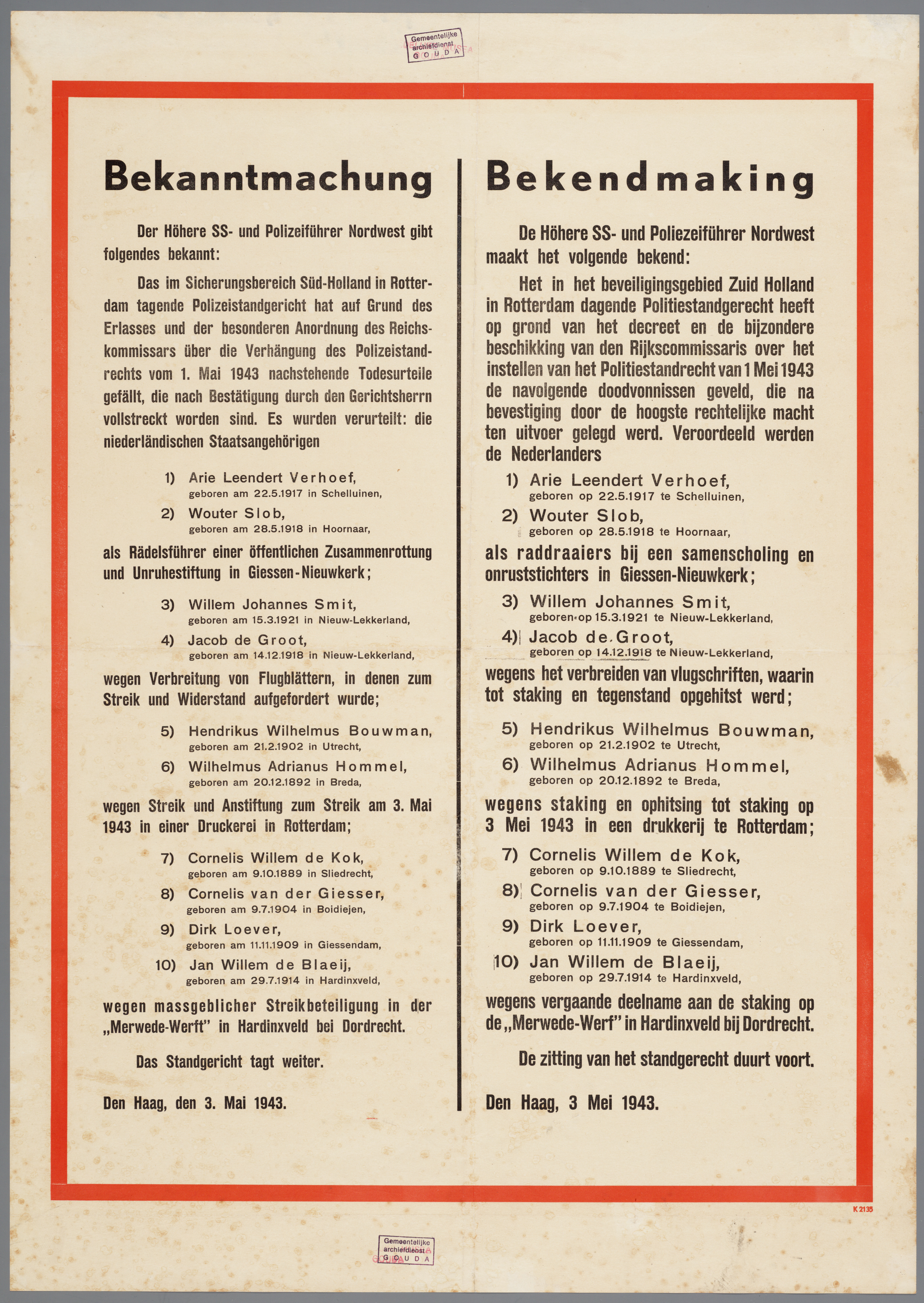
Bekanntmachung des Höheren SS- und Polizeiführers vom 3. Mai 1943 über die Namen der im Zusammenhang mit illegalen Aktionen (April-Mai-Streiks) hingerichteten Personen

Die deutschen Besatzer zeigten sich zunächst überrascht von der Intensität der Reaktion der niederländischen Bevölkerung. Generalkommissar Hanns Albin Rauter hoffte zunächst noch, den Streik auf die Region Twente eingrenzen zu können und verlegte dazu noch am Abend des 29. April ein SS-Regiment aus Arnheim nach Hengelo. Die Soldaten erhielten die Anweisung das Standrecht durchzusetzen und den Streikenden gegenüber entschlossen aufzutreten. Im Verlauf des 30. April stellten sich diese Bemühungen jedoch erkennbar als erfolglos heraus. Aus Sorge, dass sich die Streiks auf die Nachbarländer Belgien und Frankreich ausweiten könnten, reagierten die Deutschen zunehmend mit Gewalt gegen die Streikenden. Bis der Großteil der Werktätigen am 3. Mai wieder die Arbeit aufnahm, forderte die Niederschlagung des April-Mai-Streiks circa 175 Tote und 400 Schwerverletzte. Etwa 80 Menschen wurden ohne Strafprozess standrechtlich erschossen, das jüngste Opfer der gewaltsamen Reaktion der Deutschen war lediglich zwölf Jahre alt.

## Folgen
In Folge des Streiks wurde die geplante Einberufung niederländischer Militärs nur in einem deutlich reduzierten Ausmaß umgesetzt; lediglich etwa 8000 ehemalige Soldaten wurden tatsächlich zum Arbeitseinsatz in Deutschland gezwungen. Des Weiteren realisierten die Besatzer nun, dass die überwiegende Mehrheit der Niederländer auch in Zukunft nicht für die Ziele der Nationalsozialisten zu gewinnen sein würde. Entsprechende Propagandabemühungen wurden ab diesem Zeitpunkt stark zurückgefahren oder ganz eingestellt. Des Weiteren beschlagnahmten die Deutschen im unmittelbaren Anschluss an die Niederschlagung des April-Mai-Streiks alle in Privatbesitz befindlichen Radiogeräte, von denen jedoch trotz angedrohter Verbringung in ein Konzentrationslager nur etwa 75 % abgeliefert wurden.
Die bislang sehr überschaubaren Widerstandsbemühungen in den Niederlanden nahmen nach den Ereignissen merklich zu. Die Solidarität unter den verschiedenen Bevölkerungsgruppen verstärkte sich, viel mehr Niederländer als vorher waren sich nun der Notwendigkeit organisierter Untergrundtätigkeiten bewusst. Des Weiteren stieg die Zahl der untergetauchten Personen merklich an, da nun auch noch ein Teil der verfolgten Militärangehörigen hinzu kam.